# Багдонас, Бронюс Ионович
Бронюс Ионович Багдонас — советский литовский хозяйственный деятель, Герой Социалистического Труда.

## Биография
Родился в 1914 году в Гуделюсе. Член КПСС с 1953 года.
В 1952—1953 — председатель колхоза «Пазангос» Ионишкского района Литовской ССР.
В 1953—1975 — председатель колхоза «Пушалотас» Пасвальского района Литовской ССР.
Указом Президиума Верховного Совета СССР от 31 декабря 1965 года присвоено звание Героя Социалистического Труда с вручением ордена Ленина и золотой медали «Серп и Молот».
Депутат Верховного Совета Литовской ССР 5-го созыва.
Умер после 1985 году в Пасвале.

## Награды и звания
- Герой Социалистического Труда (31.12.1965)
- Орден Ленина (05.04.1958, 31.12.1965)